# Edvige di Svevia

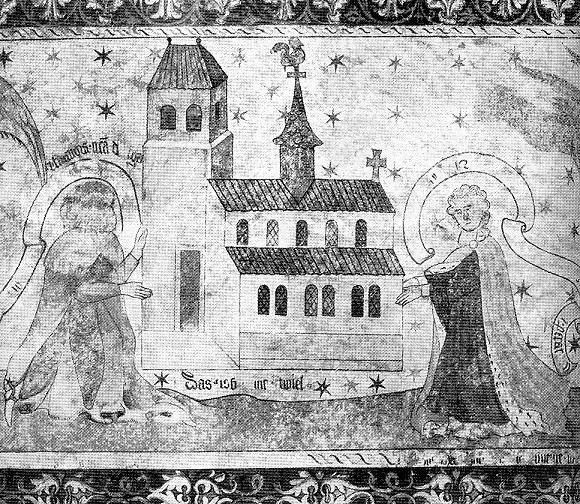
Edvige e Burcardo III, duca di Svevia, rappresentato come fondatore dell'abbazia di San Giorgio sull'Hohentwiel nel 970, affresco del 1437 circa

Edvige, chiamata in tedesco Hadwig o Hedwig, (938-945 – Fortezza di Hohentwiel, 28 agosto 994) fu la moglie del duca Burcardo III, duca di Svevia. Alla morte del marito, ella riuscì a mantenere il titolo ducale, ma dovette spartire il potere in Svevia con i successivi duchi di Svevia, Ottone I e Corrado I.

## Biografia
Edvige era una figlia del duca di Baviera Enrico I e sua moglie Giuditta e una nipote dell'imperatore Ottone I. Apparteneva dunque alla dinastia ottoniana. Fu educata presso l'abbazia di Sant'Emmerano di Ratisbona, così come la sorella Gerberga (II).
Inizialmente era stato pianificato un matrimonio con il figlio dell'imperatore bizantino Costantino VII, Romano II, ma questa possibile unione fallì a causa del fermo rifiuto di Edvige, la quale, davanti al pittore eunuco inviato da Costantinopoli per ritrarla per il possibile sposo, passò il tempo a far smorfie e strabuzzare gli occhi; il matrimonio quindi sfumò, ma imparò comunque il greco degli eunuchi inviati da Costantinopoli. Edvige, dopo essersi cimentata nello studio delle opere latine, sposò quindi l'anziano duca di Svevia Burcardo III, della stirpe degli Hunfridingi: secondo le Cronache di San Gallo, ella venne deflorata ma rimase comunque senza progenie; il matrimonio, sempre secondo le Cronache, durò pochissimo tempo, anche se invero durò ben diciotto anni.
Edvige e suo marito Burcardo III sono indissolubilmente legati alla storia di Hohentwiel vicino a Singen, in quanto fecero fiorire il “Twiel”, espandendolo ed elevandolo a residenza ducale. Dopo la morte di Burcardo, il Twiel divenne la residenza della vedova della duchessa. Il luogo esatto in cui si dice che si trovava la residenza rimane oggetto di discussione tra gli studiosi.
Intorno al 970, fu fondato l'abbazia di San Giorgio nella residenza ducale. Nel monastero di Reichenau è stata conservata una lista dei frati del convento sul Twiel, che si conserva ancora oggi.

### Dopo la morte del duca (973)
Il matrimonio era rimasto senza figli e l'imperatore Ottone II approfittò della situazione per nominare un nuovo duca secondo il suo volere. Secondo l'antica tradizione sarebbe stata usanza che la vedova del precedente duca sposasse un nuovo duca svevo della nobiltà locale. Edvige aveva 34 anni alla morte di Bucardo nel 973. Tuttavia, l'imperatore assegnò il ducato al figlio del fratellastro e duca di Svevia Liudolfo, Ottone I, che proveniva dalla stirpe degli Ottoni.
Edvige, tuttavia, venne ancora indicata nei documenti imperiali come dux (duca), sebbene la Svevia abbia ancora avuto successivamente due legittimi duchi. Fu attivamente coinvolta negli eventi politici e cercò anche di raccomandare il suo maestro e confidente, il monaco Eccardo di San Gallo, come educatore per il futuro re Ottone III.
Edvige aveva proprietà e territori ufficiali dalla sua eredità grazie al testamento di Burcardo e dotò i monasteri della zona di proprietà che erano state contestate dai tempi dell'imperatore Ottone I.
Secondo un'antica tradizione della Svevia, “oltre a varie donazioni minori [...] solo i beni ereditari del marito furono lasciati all'amministrazione della duchessa. Il monastero di Reichenau possedeva i villaggi e le valli di Schleitheim, Beggingen, Brunthofen, Thalen, Schlatt e Grimmelshofen, un tempo proprietà della corona franca, ma a condizione che la duchessa Edvige avesse il diritto di usarli per il resto della sua vita".
Secondo la tradizione, che inizia con una visita di Ottone I nell'agosto del 972 dall'Italia, e descrive la situazione dopo la morte di Burcardo III nel 973, luoghi e valli erano in uno stato desolato - «durante la migrazione degli Unni e il successivo momento del bisogno tutto fu lasciato indietro». Con «migrazione degli Unni» ci si riferisce con l'invasione ungherese del 954. L'abate di Reichenau Witigowo (985-996) convinse Edvige che Reichenau era in grado di gestire meglio la ricostruzione della valle e cedette quindi «le sue pretese al monastero».

### Rispetto per la vecchia duchessa
Il tutto riflette anche l'incipiente sconvolgimento tra gli ottoniani nel principio dell'assegnazione della proprietà territoriale e degli uffici - usando l'esempio della resistenza di Edvige, che ancora tradizionalmente si considerava l'erede dell'Alamannia: dalla «antica libertà delle tribù» alla «onnipotenza, con cui avanzano le idee del feudo». Poiché questo sviluppo era ancora agli inizi alla fine del X secolo, la considerazione dei governanti per la rispettabile duchessa è comprensibile.
Sia l'imperatore Ottone II che il neo-duca di Svevia Ottone I accettarono questa situazione.
Nel periodo successivo, si alleò, assieme alla sorella Gerberga II, badessa dell'abbazia di Gandersheim, con il fratello minore, il duca Enrico II di Baviera, che, a causa di Edvige, rivendicò ripetutamente il titolo di duca svevo. È dunque visibile un solidarietà tra i membri del ramo bavarese della dinastia, la quale si dimostrò in molte occasioni in contrasto con il ramo imperiale degli ottoniani.
Il duca Enrico II, noto anche come il Litigioso, fu sconfitto per la seconda volta nel 984 quando il nuovo duca svevo Corrado I riuscì a contrastare in tempo un'alleanza con il re di Francia. Con la sconfitta finale di suo fratello, Edvige perse anche la sua influenza politica.

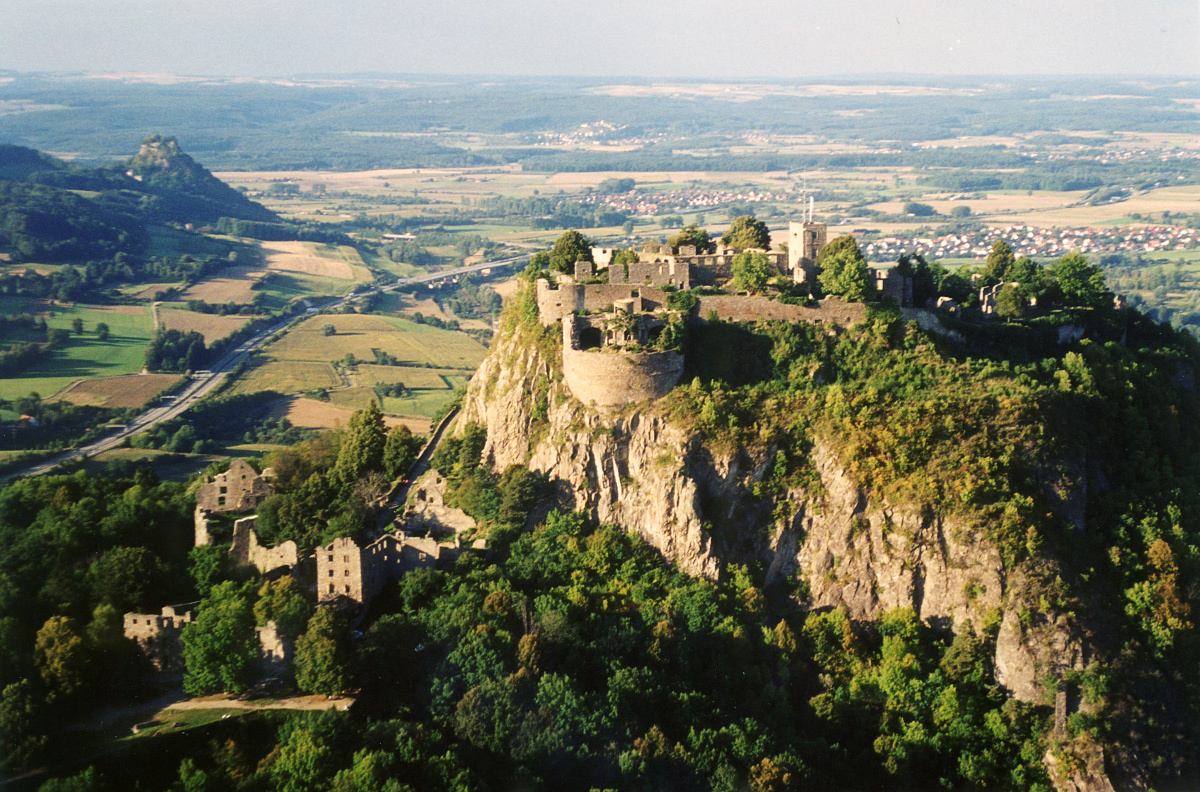
Fortezza di Hohentwiel nel 2000

Quando Edvige morì nel 994, Ottone III si occupò personalmente del patrimonio della vedova del potente duca e si recò al Twiel, che fece con ogni probabilità una proprietà imperiale, poiché vi si era già recato di nuovo nell'anno 1000 per sottolineare la sua pretesa.

## Ricezione
Fu soprattutto il rapporto tra la duchessa Hadwig e il monaco Eccardo, che ella portò alla sua residenza sul Twiel, che trovò la sua espressione nella letteratura del periodo romantico. Con il romanzo Ekkehard, Joseph Victor von Scheffel creò uno dei libri più letti del XIX secolo.
Johann Joseph Abert ha compose sulla vicenda un'opera in 5 atti, Ekkehard (11 ottobre 1878, Berlino, Opera di Corte).
Nel 1999 il dramma di Gerhard Zahner Hadwig, Herzog von Schwaben (regia di Peter Simon) è stato presentato in anteprima a Singen.
Negli anni 1989-1990, la storia dei due personaggi storici è stata trasmessa in una serie televisiva in sei puntate Ekkehard e trasmessa su ARD (originale di Joseph Victor von Scheffel; coautore: Diethard Klante; regista: Diethard Klante; produzione: 1989 André Libik, RB).

## Ascendenza
|                       |                      |                         | Genitori                |  |  | Nonni |  |  | Bisnonni             |  |  | Trisnonni            |  |
|                       |                      |                         |                         |  |  |       |  |  | Ottone I di Sassonia |  |  | Liudolfo di Sassonia |  |
|                       |                      |                         |                         |  |  |       |  |  | Ottone I di Sassonia |  |  | Liudolfo di Sassonia |  |
|                       |                      | Oda di Billung          |                         |  |  |       |  |  | Ottone I di Sassonia |  |  |                      |  |
| Enrico I di Sassonia  |                      |                         |                         |  |  |       |  |  | Ottone I di Sassonia |  |  |                      |  |
|                       |                      | Edvige di Babenberg     | Enrico di Franconia     |  |  |       |  |  |                      |  |  |                      |  |
|                       |                      | Edvige di Babenberg     | Enrico di Franconia     |  |  |       |  |  |                      |  |  |                      |  |
|                       |                      | Edvige di Babenberg     | Ingeltrude              |  |  |       |  |  |                      |  |  |                      |  |
| Enrico I di Baviera   |                      | Edvige di Babenberg     |                         |  |  |       |  |  |                      |  |  |                      |  |
|                       |                      | Teodorico di Ringelheim | Reginaldo di Ringelheim |  |  |       |  |  |                      |  |  |                      |  |
|                       |                      | Teodorico di Ringelheim | Reginaldo di Ringelheim |  |  |       |  |  |                      |  |  |                      |  |
|                       |                      | Teodorico di Ringelheim | Matilde                 |  |  |       |  |  |                      |  |  |                      |  |
| Matilde di Ringelheim |                      | Teodorico di Ringelheim |                         |  |  |       |  |  |                      |  |  |                      |  |
|                       |                      | Rinilde di Frisia       | …                       |  |  |       |  |  |                      |  |  |                      |  |
|                       |                      | Rinilde di Frisia       | …                       |  |  |       |  |  |                      |  |  |                      |  |
|                       |                      | Rinilde di Frisia       | …                       |  |  |       |  |  |                      |  |  |                      |  |
| Edvige di Baviera     |                      | Rinilde di Frisia       |                         |  |  |       |  |  |                      |  |  |                      |  |
|                       | Liutpoldo di Baviera | …                       |                         |  |  |       |  |  |                      |  |  |                      |  |
|                       | Liutpoldo di Baviera | …                       |                         |  |  |       |  |  |                      |  |  |                      |  |
|                       | Liutpoldo di Baviera | …                       |                         |  |  |       |  |  |                      |  |  |                      |  |
| Edoardo il Vecchio    | Liutpoldo di Baviera |                         |                         |  |  |       |  |  |                      |  |  |                      |  |
|                       |                      | Cunegonda di Svevia     | Bertoldo I di Svevia    |  |  |       |  |  |                      |  |  |                      |  |
|                       |                      | Cunegonda di Svevia     | Bertoldo I di Svevia    |  |  |       |  |  |                      |  |  |                      |  |
|                       |                      | Cunegonda di Svevia     | Gisela dei Franchi      |  |  |       |  |  |                      |  |  |                      |  |
| Giuditta di Baviera   |                      | Cunegonda di Svevia     |                         |  |  |       |  |  |                      |  |  |                      |  |
|                       |                      | Eberardo di Sülichgau   | …                       |  |  |       |  |  |                      |  |  |                      |  |
|                       |                      | Eberardo di Sülichgau   | …                       |  |  |       |  |  |                      |  |  |                      |  |
|                       |                      | Eberardo di Sülichgau   | …                       |  |  |       |  |  |                      |  |  |                      |  |
| Elfleda               |                      | Eberardo di Sülichgau   |                         |  |  |       |  |  |                      |  |  |                      |  |
|                       |                      | Gisela di Verona        | …                       |  |  |       |  |  |                      |  |  |                      |  |
|                       |                      | Gisela di Verona        | …                       |  |  |       |  |  |                      |  |  |                      |  |
|                       |                      | Gisela di Verona        | …                       |  |  |       |  |  |                      |  |  |                      |  |
|                       |                      | Gisela di Verona        |                         |  |  |       |  |  |                      |  |  |                      |  |